# Malene Mortensen
Malene Winther Mortensen (født 23. maj 1982) er en dansk sanger. Hun debuterede i 2003 med albummet Paradise (Universal Music) med Niels-Henning Ørsted Pedersen, Niels Lan Doky og Alex Riel. Hendes andet soloalbum kom i 2005 med bl.a. israelsk/amerikanske bassist Avishai Cohen, som især er kendt fra Chick Corea's "New Trio".
Malene Mortensen har udgivet ni album i eget navn med internationale stjerner som Chris Potter, Mike Stern, Christian Sands, Paul Hinz, Chris Minh Doky, Terreon Gully (der i en årrække har spillet med Dianne Reeves, og også har akkompagneret bl.a. Abbey Lincoln).
Hun blev nummer to med sangen "Sing it back" i Danmarks Radio's sangkonkurrence Stjerne for en aften i december 2001.
I februar 2002 vandt hun det danske melodi grand prix med sangen "Vis mig, hvem du er". Sangen blev fremført på engelsk ved EBU's Eurovision Song Contest i Estland 2002 med titlen "Tell me, who you are".
Sangen røg på sidstepladsen med kun 7 point.
Hendes mest succesfulde album regnes for at være 2005-udgivelsen af Date With a Dream.[kilde mangler]
Hendes niende udgivelse, Can’t Help I
Malene Mortensen er datter af musikerne Jens Winther og Karen Mortensen.

## Diskografi

### Album
Studiealbum
- Paradise (2003, med Niels-Henning Ørsted Pedersen, Alex Riel, Niels Lan Doky - Universal)
- Date With a Dream (2005, med Avishai Cohen , Kasper Villaume, Morten Lund - Stunt Records)
- Malene (2006, med Chris Minh Doky, Chris Potter, Adam Rogers, Mike Stern, George Witty, Rasmus Kihlberg - Stunt Records)
- To All Of You (2007, Stunt Records)
- Agony & Ecstasy (2009, Stunt Records)
- RLQ - Raasted Lund Quartet (2011, VME)
- You Go to My Head (2012, Calibrated)
- Still In Love with You (2012, Hitman Jazz (Thailand))
- Can’t Help It (2015, med Christian Sands, Terreon Gully, Burniss Earl Travis - Stunt Records)
- You Belong To Me (2016, Hitman Jazz)

Live album
- Malene Live In Paris / Malene Chante Noël (2008, Stunt Records)

Singler og ep'er
- "Bring It Back" (2001, fra en cd med forskellige kunstnere fra Stjerne for en aften på DR - Trust Soundtracks & DR Multimedia)
- "Vis mig hvem du er" / "Tell Me Who You Are" (2002, CD: Kids Hits - Universal Music)
- "Beautiful Italy" (2012 - Gateway)
- "Addictive"/"Only One Word" (2013 - CDBaby)